# Bichlbach
Bichlbach este un oraș în Austria.